# Sybra eunidioides
Sybra eunidioides är en skalbaggsart som först beskrevs av Francis Polkinghorne Pascoe 1865.  Sybra eunidioides ingår i släktet Sybra och familjen långhorningar.
Artens utbredningsområde är Sulawesi. Inga underarter finns listade i Catalogue of Life.